# Jason Koumas
Jason Koumas (Wrexham, 25 de setembro de 1979) é um futebolista galês. Atualmente joga no Wigan Athletic FC.